# ノートン・サイモン美術館
ノートン・サイモン美術館 (The Norton Simon Museum) は、アメリカ・カリフォルニア州パサデナにある美術館。かつてはパサデナ美術館という名称だったこともある。

## 概要
アメリカ人実業家ノートン・サイモン(1907年2月5日-1993年6月1日)の個人的コレクションを基にして開設された。

## コレクション
チベット、ネパール、カンボジア等の南アジアの絵画、彫刻、タペストリーの他、19世紀印象派を中心とする西欧絵画を所蔵する。

### アジアの芸術
ノートン・サイモン美術館は南アジアや東南アジアの芸術品を多く収蔵している。インド、パキスタン、ネパール、チベット、カンボジア、タイ、更にアフガニスタンやビルマ、バングラデシュ、中国、インドネシア、スリランカ、ベトナム、日本から集められた芸術品が展示されている。特にクシャーナ朝やグプタ朝時代に作られた石の彫刻やチョーラ朝のブロンズの像など、インド亜大陸の品が充実している。その他にもタンカやチベットやネパールの仏教画などもある。また、以前はフランク・ロイド・ライトのものであった日本の木版印刷も多く収蔵している。

### ヨーロッパの芸術: 14世紀-16世紀

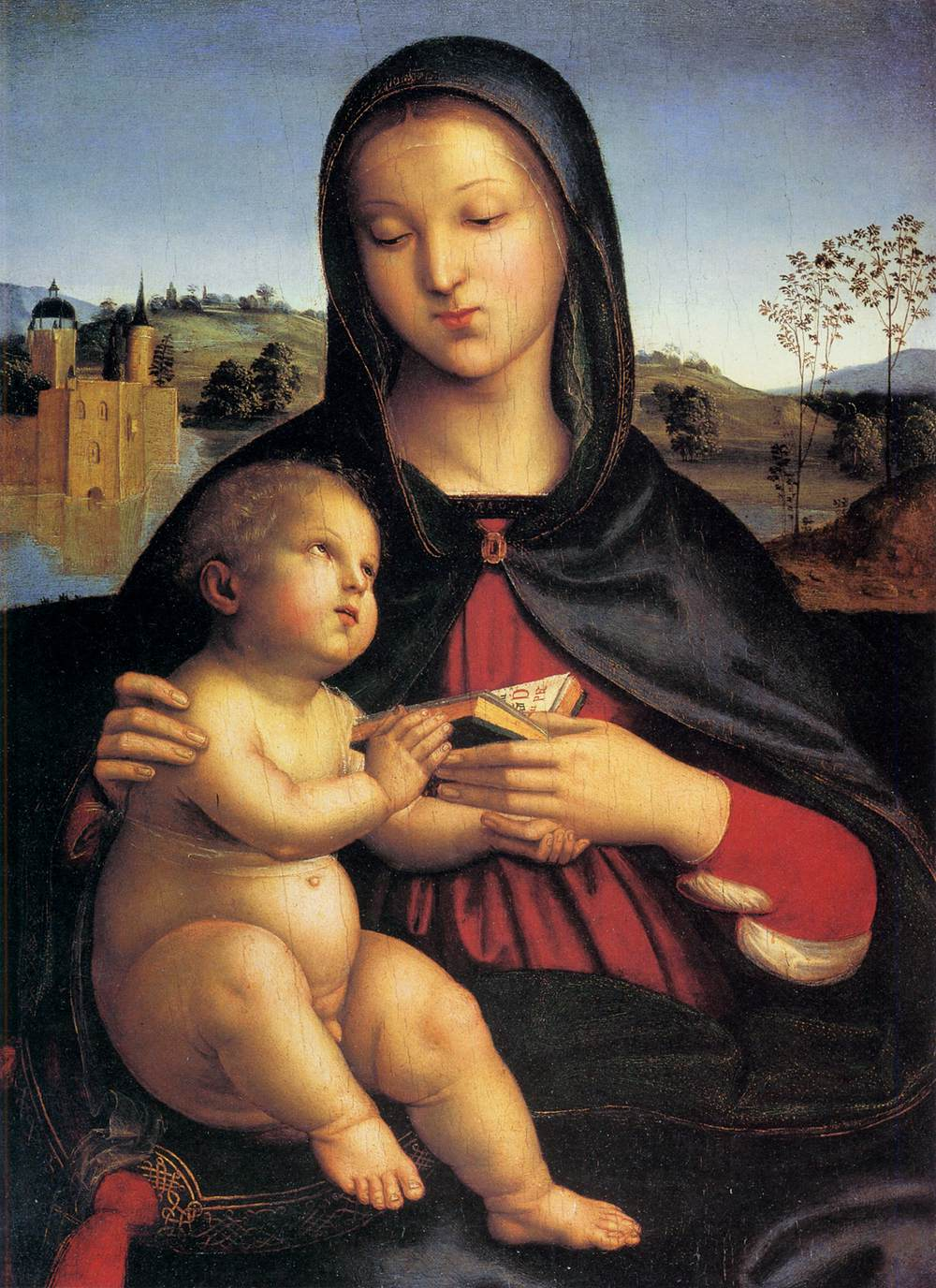
ラファエロ・サンツィオの初期の聖母画の1つ『本を持つ聖母子』。1502年から1503年頃。

初期ルネサンス、盛期ルネサンスからマニエリスムまで14世紀から16世紀の芸術品を収蔵している。その中にはパオロ・ヴェネツィアーノやジョヴァンニ・ディ・パオロの作品、グァリエント・ディ・アルポの祭壇画が含まれる。他にはヤコポ・バッサーノ、サンドロ・ボッティチェッリ、フィリピーノ・リッピ、ラファエロ・サンティ、ルーカス・クラーナハ、ハンス・メムリンクの作品もある。ジョルジョーネやジョヴァンニ・ベリーニ、エル・グレコの肖像画も所蔵している。

### ヨーロッパの芸術: 17世紀-18世紀
バロック時代の作品としてはグイド・レーニ、グエルチーノ、バルトロメ・エステバン・ムリーリョ、フランシスコ・デ・スルバラン等がある。また、ピーテル・パウル・ルーベンスの作品も収蔵している。オランダ絵画からはレンブラント・ファン・レイン、フランドルやドイツからは静物画等、フランスからはクロード・ロランやニコラ・プッサン、アントワーヌ・ヴァトー、ジャン・オノレ・フラゴナール、フランソワ・ブーシェなどがある。ローマやヴェネツィアからはピエトロ・ロンギ、ジョバンニ・パオロ・パンニーニ、フランチェスコ・グアルディ、カナレット、ジョヴァンニ・バッティスタ・ティエポロ等の作品がある。

### ヨーロッパの芸術: 19世紀
ドミニク・アングルやフランシスコ・デ・ゴヤ等の作品が19世紀のコレクションを形作っている。ジャン＝バティスト・カミーユ・コロー、ギュスターヴ・クールベ、エドゥアール・マネといった写実主義の作品、クロード・モネ、ピエール・オーギュスト・ルノワール、エドガー・ドガ、フィンセント・ファン・ゴッホ、ポール・セザンヌ、ポール・ゴーギャンといった印象派やポスト印象派の作品も所蔵している。他にはオーギュスト・ロダンのブロンズの彫刻が美術館の前庭に展示されている。また、エドゥアール・ヴュイヤールやピエール・ボナールの作品も収蔵している。

### モダン・アート
ノートン・サイモン美術館にはモダン・アートのコレクションもある。パブロ・ピカソ、ジョルジュ・ブラック、アンリ・マティス、ディエゴ・リベラ等である。また青騎士のメンバーであったパウル・クレーやリオネル・ファイニンガー、アレクセイ・フォン・ヤウレンスキー、ワシリー・カンディンスキーの作品もある。

### コンテンポラリー・アート
近代美術と現代美術の作品に関してはパサデナ美術館のコレクションを引き継いでいる。その中にはロバート・ラウシェンバーグ、ルイーズ・ネヴェルソン、ジョゼフ・コーネル、エドワード・キーンホルツ等が含まれる。ポップアートやミニマル・アートからはロイ・リキテンスタイン、アンディ・ウォーホル、ドナルド・ジャッド、ロバート・アーウィンの作品が収蔵されている。リチャード・ディーベンコーンやサム・フランシス、エド・ルシェ、ケネス・プライスといった1950年代から1970年代のカリフォルニア・アートのコレクションも充実している。

### 彫刻
彫刻の分野ではアリスティド・マイヨールやヘンリー・ムーア、コンスタンティン・ブランクーシ、バーバラ・ヘップワース、イサム・ノグチの彫刻が展示されている。

## 主な収蔵作品

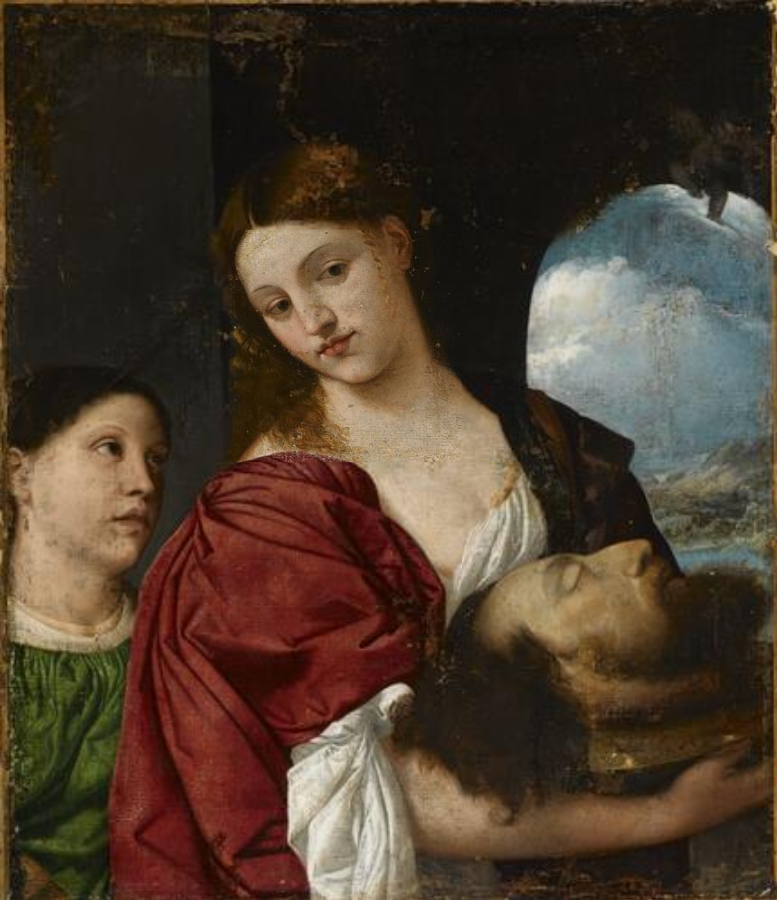
『サロメ』(16世紀) ティツィアーノの工房
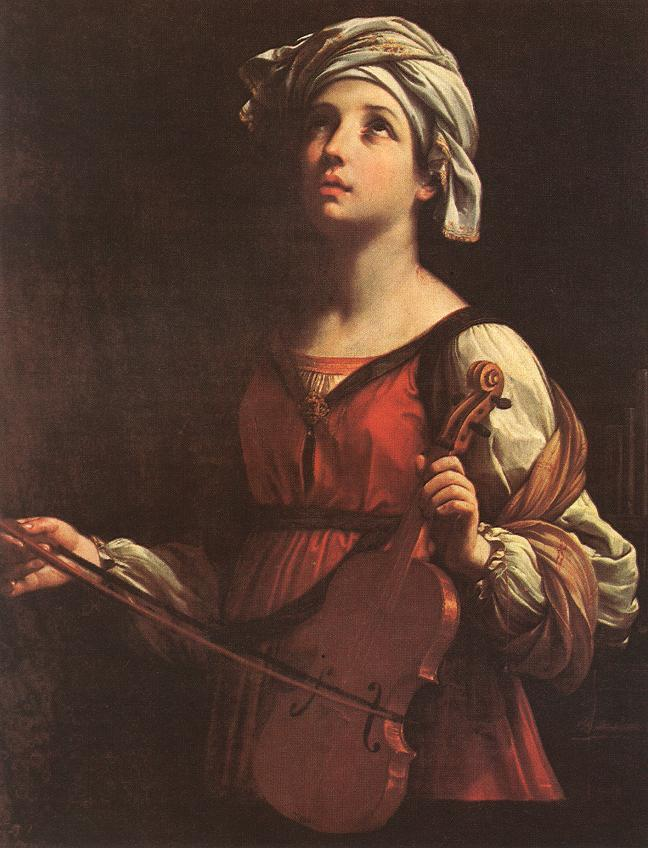
『聖セシリア』 グイド・レーニ
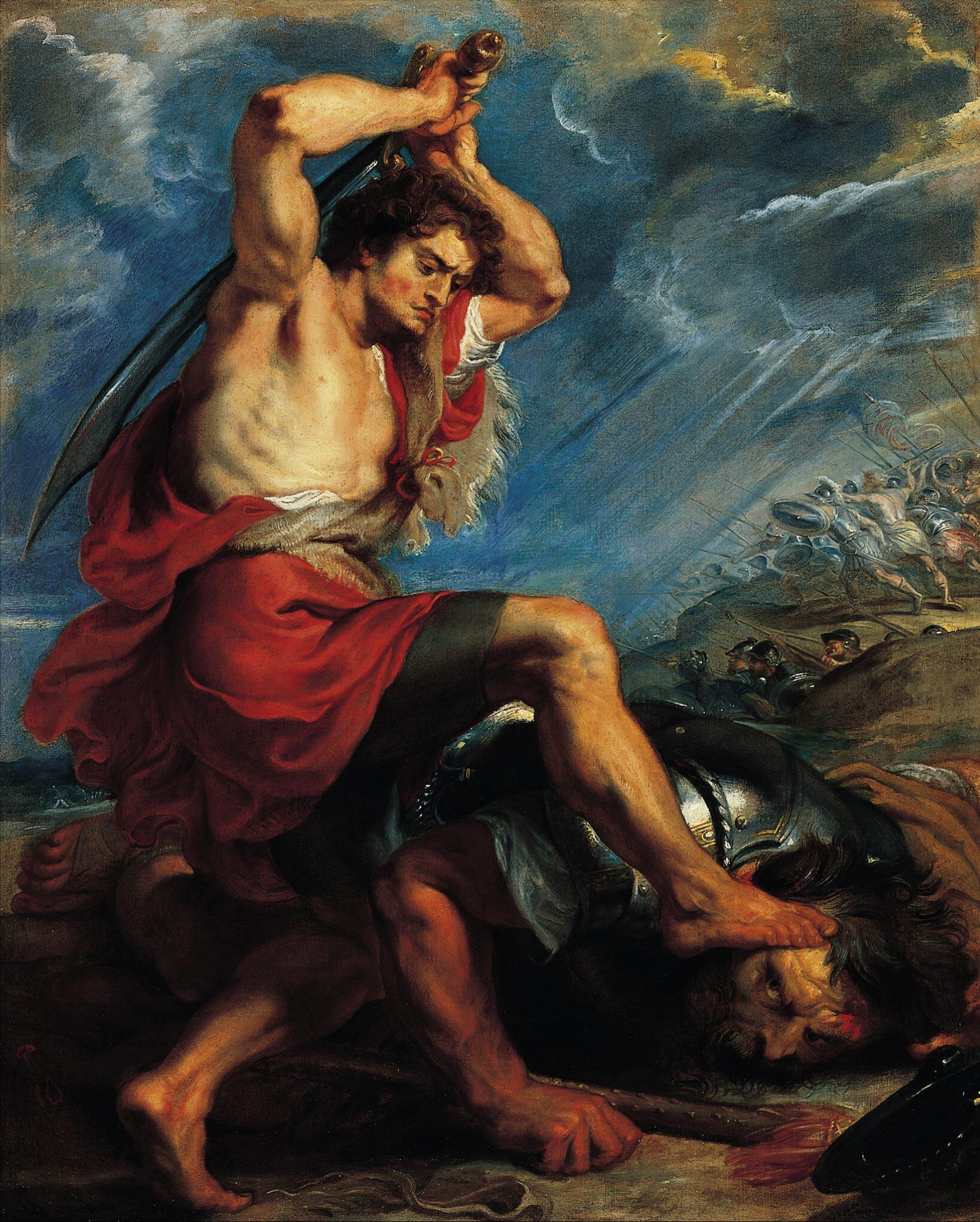
『ダヴィデとゴリアテ』(1616頃) ピーテル・パウル・ルーベンス
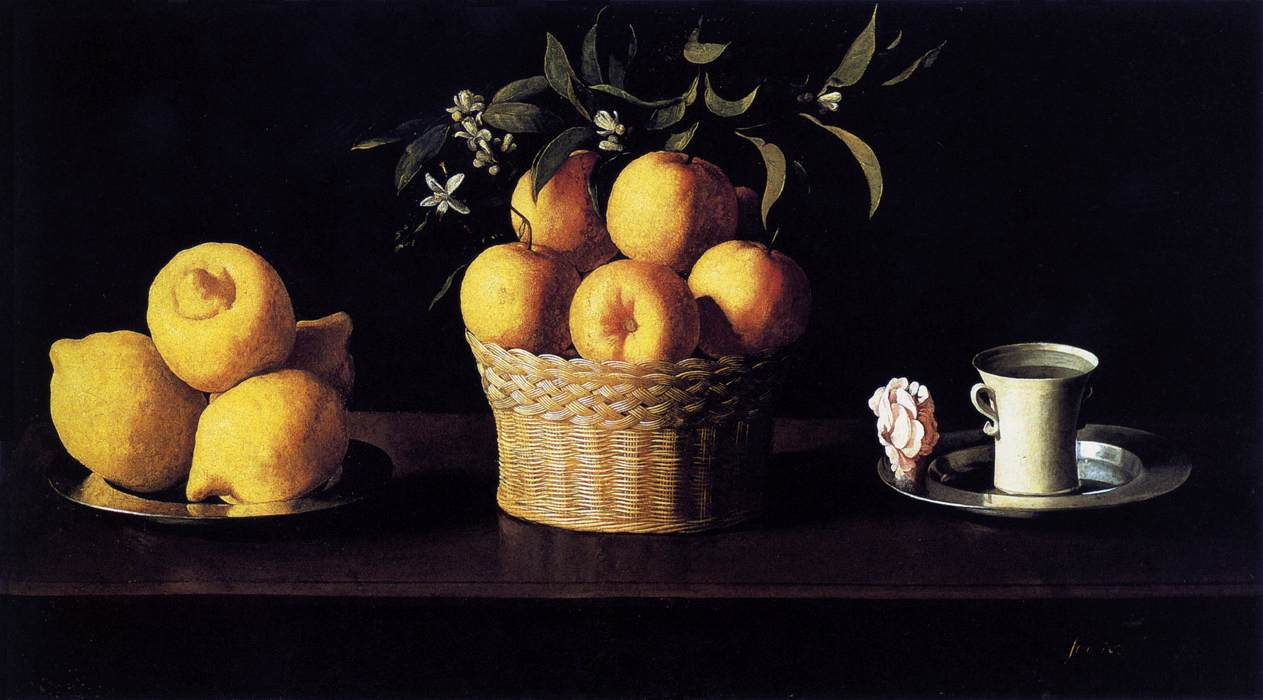
『レモン、オレンジ、バラのある静物』(1633) フランシスコ・デ・スルバラン
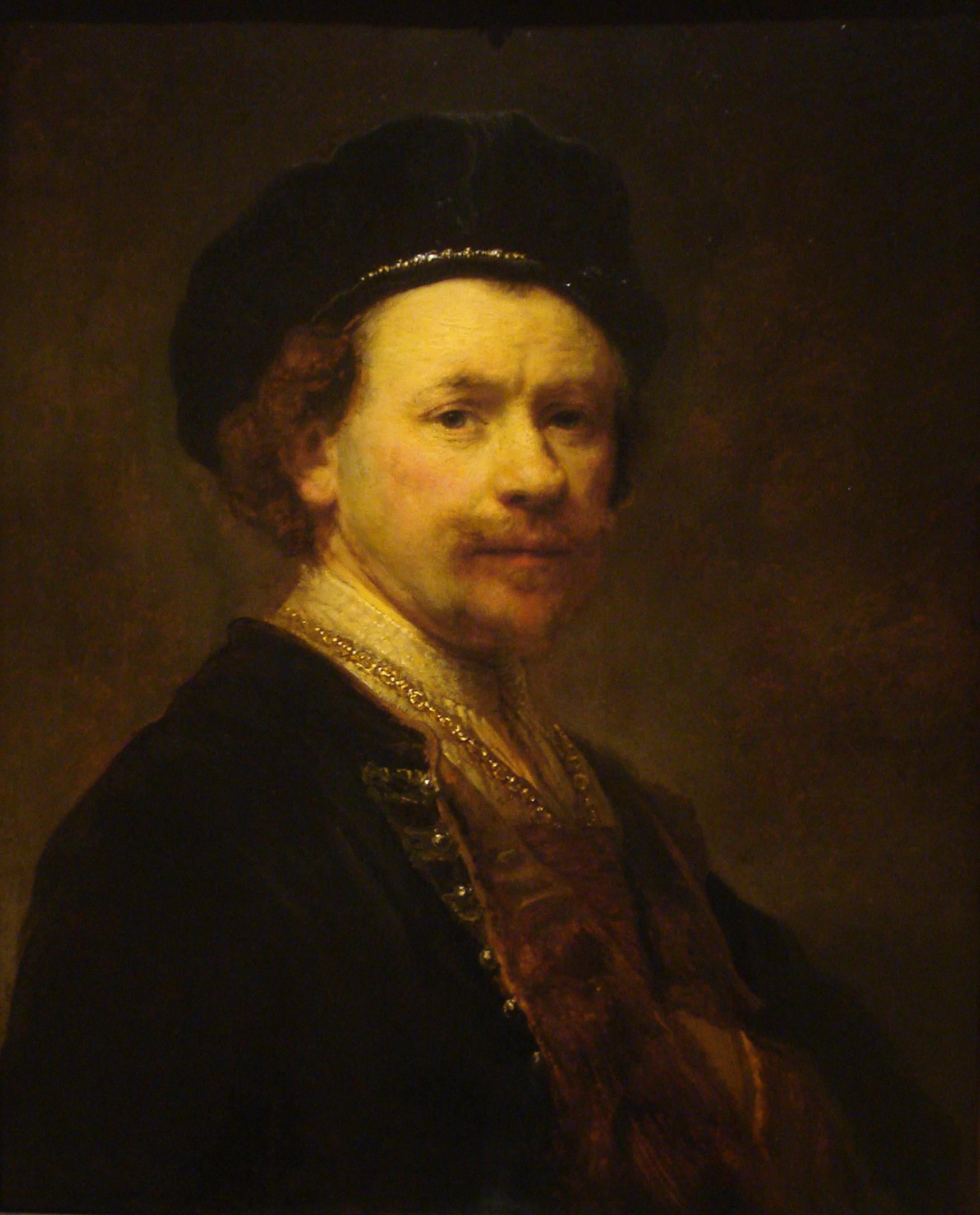
『自画像』(1636-38) レンブラント・ファン・レイン
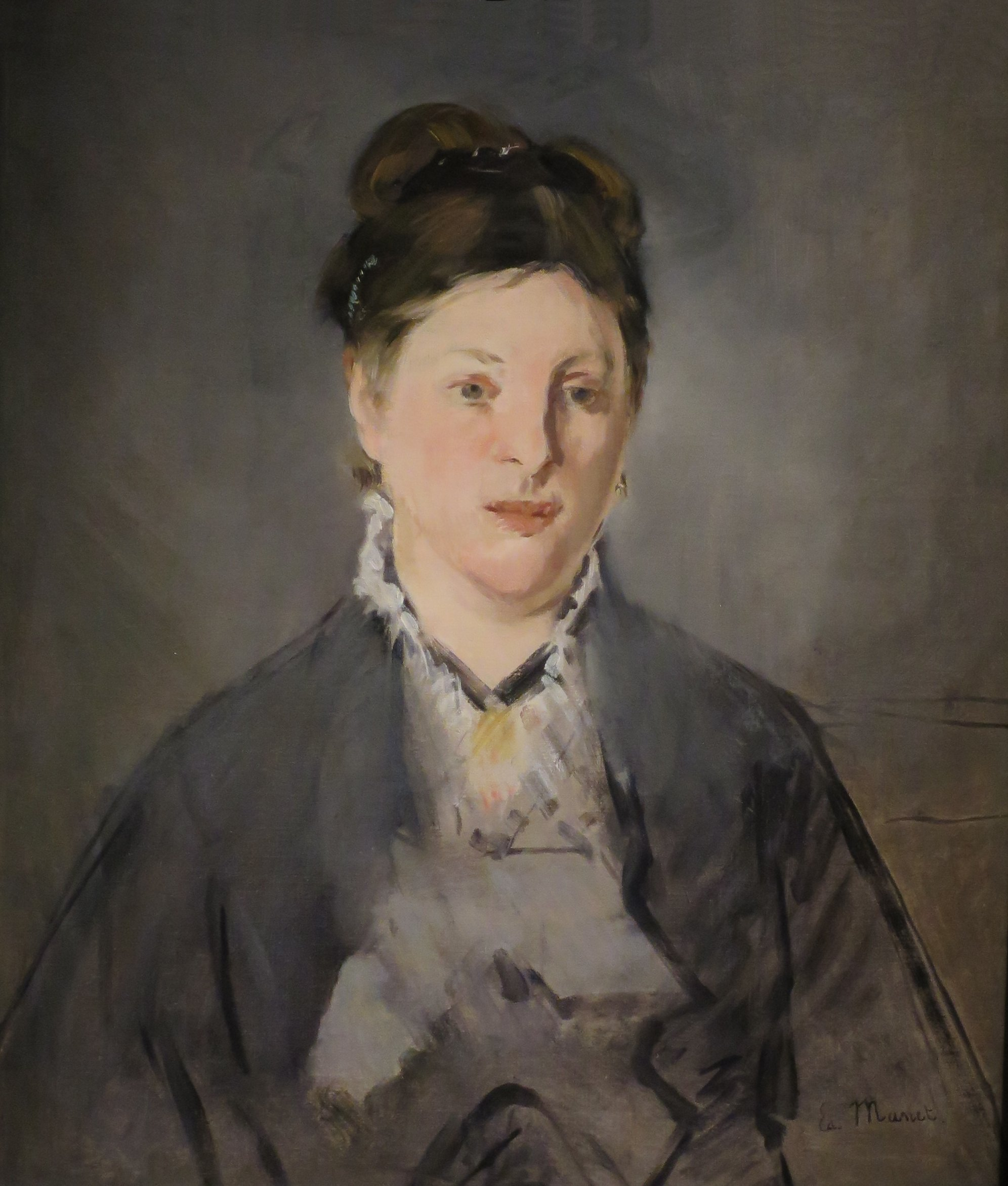
『マネ夫人の肖像』(1866) エドゥアール・マネ
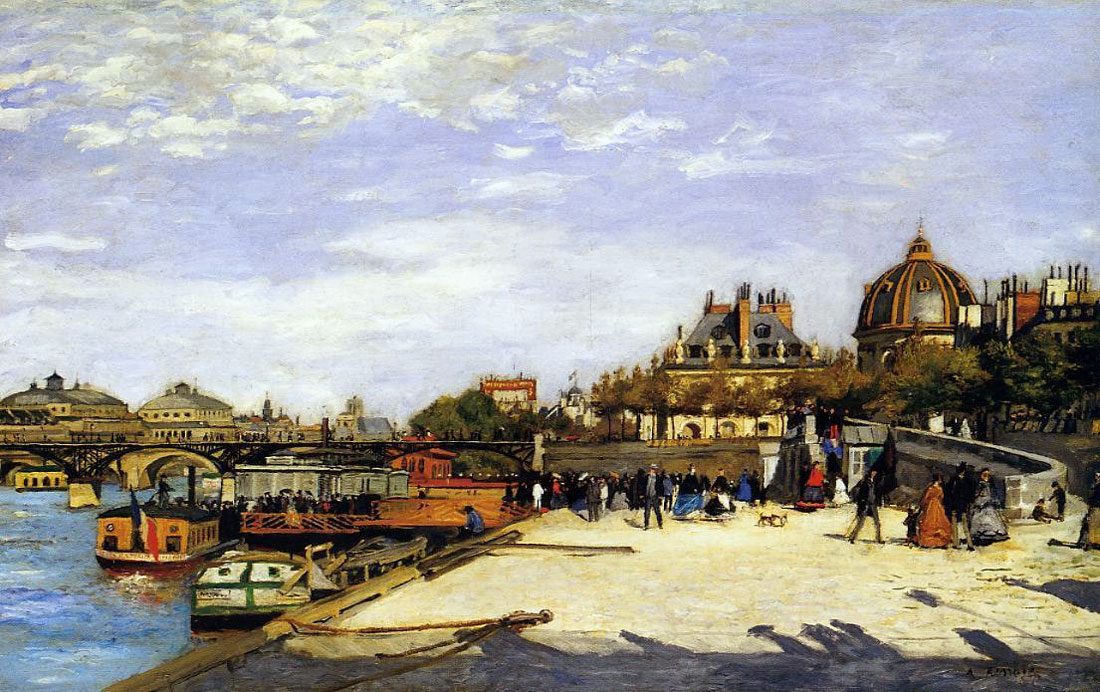
『ポン・デザール・パリ』(1867) ピエール＝オーギュスト・ルノワール
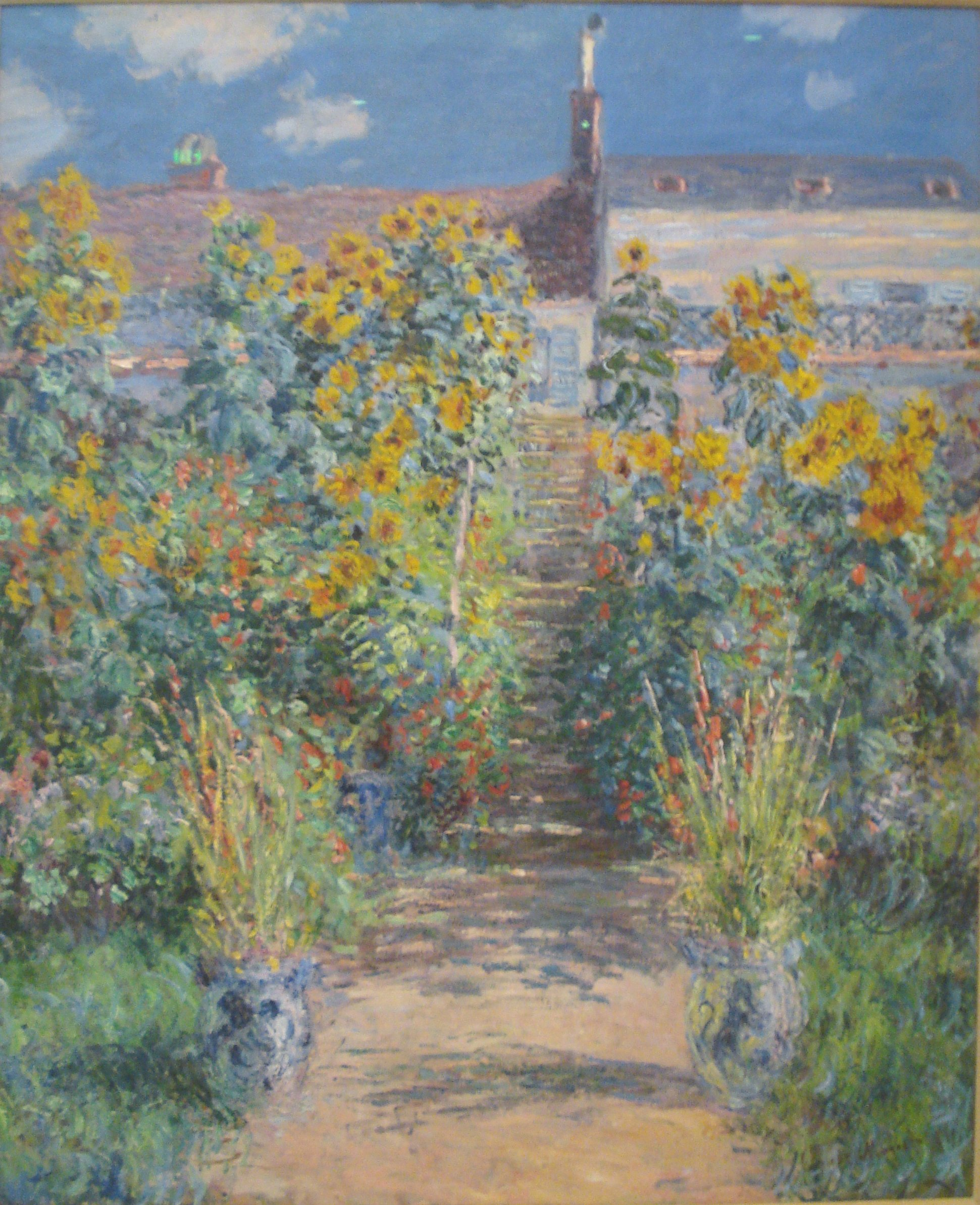
『ヴェトイユの画家の庭』(1881頃) クロード・モネ
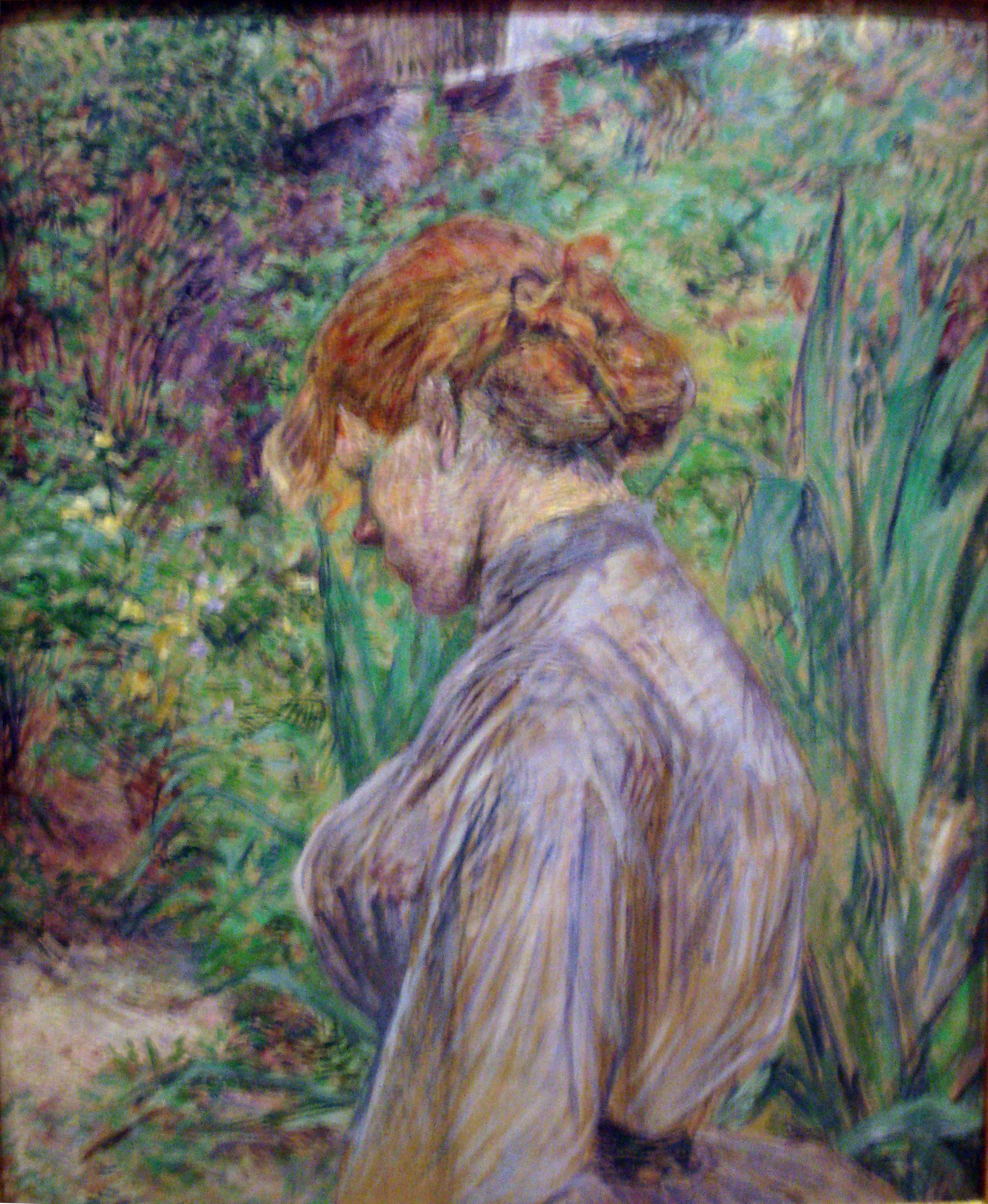
『フォーレ邸の庭の赤毛の女』(1887頃) アンリ・ド・トゥールーズ＝ロートレック
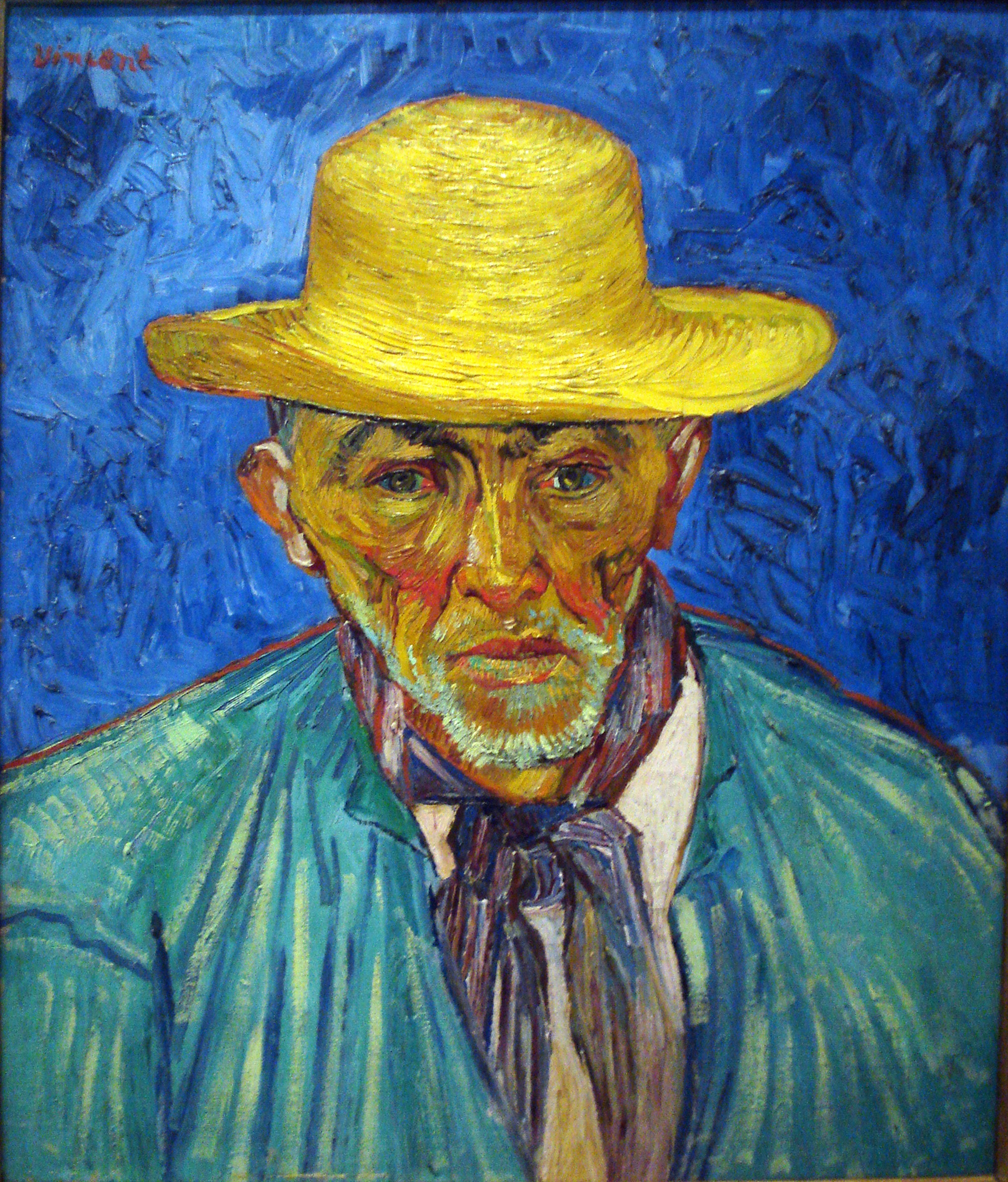
『農民の肖像（パシアンス・エスカリエの肖像）』(1888) フィンセント・ファン・ゴッホ
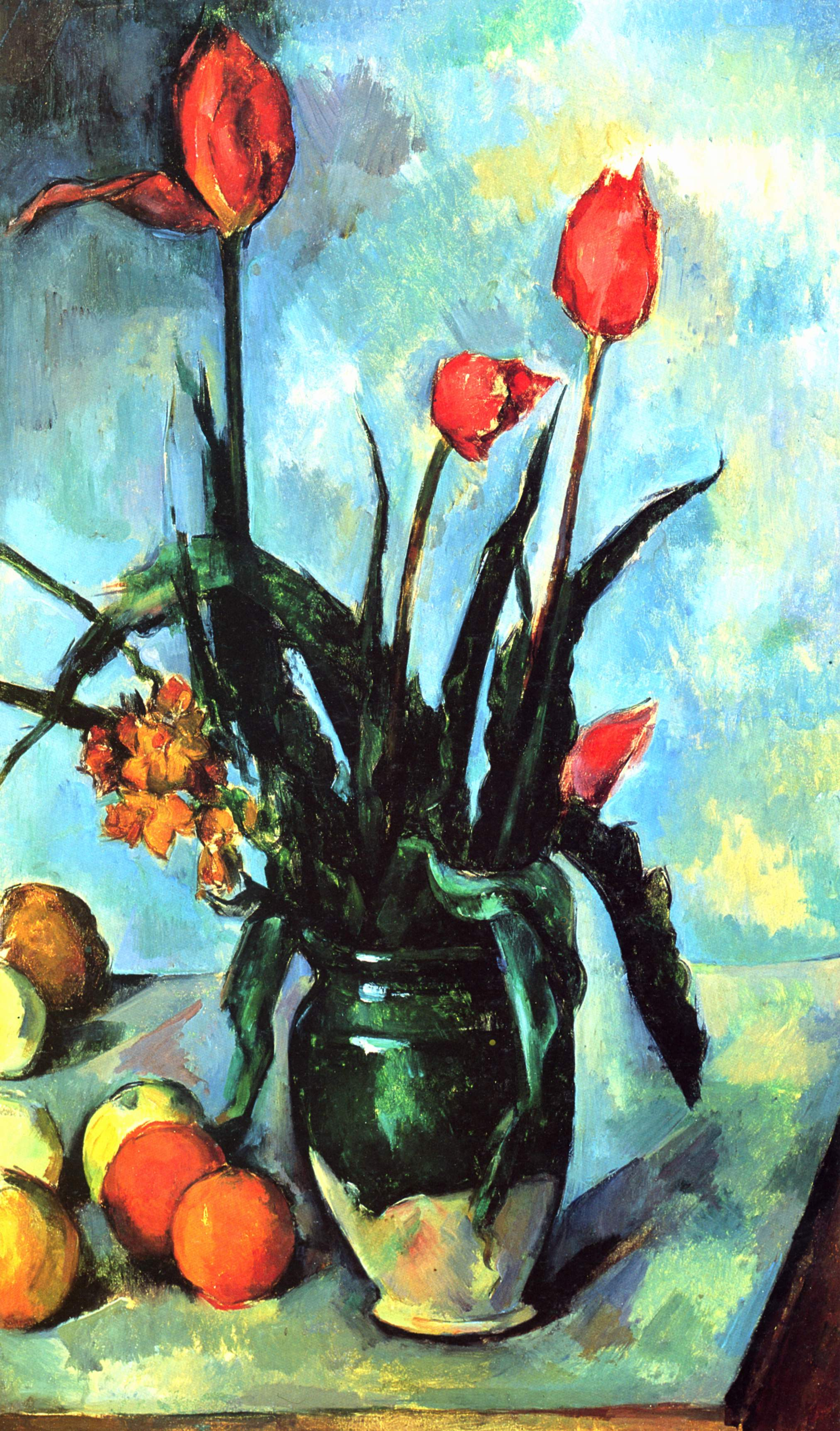
『花瓶のチューリップ』(1890-92) ポール・セザンヌ
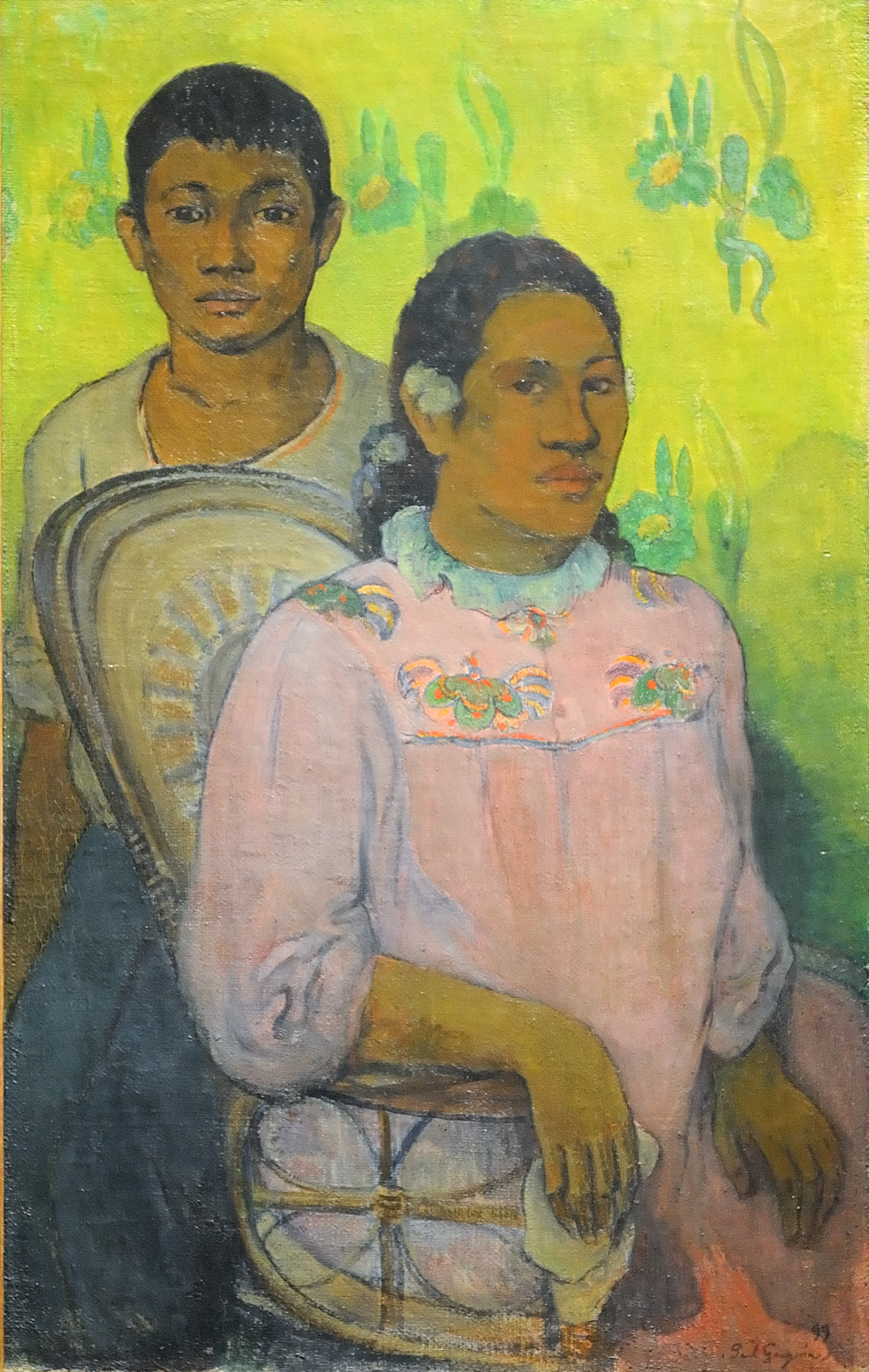
『タヒチの女と少年』(1899) ポール・ゴーギャン

- マティス「タンバリンを持つオダリスク」
- モディリアーニ「ジャンヌ・エビュテルヌの肖像」
- ピカソ「アルジュの女」「山羊の頭」
- イサム・ノグチ「白いグナ」

## アクセス
ロサンゼルス中心部からは、ユニオン駅からゴールドラインでデルマー駅下車。